# شهر در دست بچه‌ها
شهر در دست بچه‌ها فیلمی به کارگردانی اسماعیل براری و نویسندگی جهان خادم المله ساختهٔ سال ۱۳۷۰ است.

## خلاصه داستان
بچه‌های یک شهر از دست بزرگترهای خود به تنگ آمده‌اند. به پیشنهاد و کمک بادبادکی به شهری پرواز می‌کنند که خالی از بزرگترهاست. در آنجا بچه‌ها امور شهر را در دست می‌گیرند و به کارهای مورد علاقه خود دست می‌زنند. اما پس از مدتی نظم شهر به هم می‌ریزد و بچه‌های پشیمان تصمیم به بازگشت می‌گیرند. بزرگترها هم که به دنبال بچه‌ها می‌گردند، پی می‌برند که در حق آنها اهمال و بی‌توجهی کرده‌اند. بچه‌ها با بادبادک هایشان به شهر خودشان نزد بزرگترها بازمی‌گردند، این حادثه به آنها ثابت می‌کند که به وجود هم نیازمندند.

## بازیگران
- مجید قناد
- سهیلا مرادی
- احمدرضا اسعدی
- فاطمه طاهری
- نعمت اله گرجی
- طاهره سری
- مهناز موفقی
- محمد نگهداری
- محمد نائینی
- محمدرضا زندی
- ایلیا اسعدی
- شبنم ادبی
- فربد امینی
- علیرضا رئیسی
- ندا رضایی
- مهرداد رشتچیان
- ابراهیم سلیمانی شایسته
- مونا شایان
- نازنین شعبانی
- حسام گودرزی
- اکبر میرزاجانی
- عبدالرضا نیرومندثابت
- امید نوروزی
- سمیرا وفاداریان
- علیرضا نائینی
- محسن شیخی